# 과학중점 고등학교
과학중점 고등학교는 대한민국의 고등학교의 형태 중 하나로, 수학·과학 교육에 중점을 둔 고등학교이다. 과학중점학교는 과학고는 아니지만 적어도 과학실 4개와 수학교실 2개를 갖추게 돼, 심도있는 수업이 가능하다. 과학 고등학교 학생들은 수업단위의 60%가 수학, 과학이고, 일반계 고등학교는 30%, 과학중점 고등학교 학생들은 45% 정도이다. 과학중점 고등학교 학생들은 1학년 때 연간 60시간 이상의 과학체험활동과 함께 미래창조과학부 유관 기관인, 한국과학창의재단에서 제작한 과학교양, 과학융합 과목을 추가로 이수하게 되고, 2학년 때부터 과정에 따라 실험, 탐구 중심의 교육을 받는다. 
과학중점학교는 자율학교로 지정되어 시설비로 5억 원, 매년 1억 5천만 원씩 운영비를 지원받는다.

## 참고 문헌
1. ↑  과학중점학교 신규 지정 《ktv뉴스》
2. ↑  과학중점학교 분포 《연합뉴스》
3. ↑  서울 고교 선택, 과학중점고에 몰릴 듯, 《중앙일보》, 2010년 12월 21일.
4. ↑  과학중점학교란?《교육과학기술부 블로그》